# 环己甲酸诺龙
环己甲酸诺龙（开发代号：NSC-3351，商品名有：Nor-Durandron、Norlongandron等）是一种有机化合物，分子式C25H36O3，为诺龙（19-去甲睾酮）的17β环己甲酸酯，属于雄激素酯药物。